# تپه وروزین ۲
تپه وروزین ۲ مربوط به دوران‌های تاریخی پس از اسلام است و در شهرستان رزن، بخش مرکزی، روستای وروزین واقع شده و این اثر در تاریخ ۲۲ مرداد ۱۳۸۴ با شمارهٔ ثبت ۱۳۰۴۰ به‌عنوان یکی از آثار ملی ایران به ثبت رسیده است.